# 高橋尚代
高橋 尚代（たかはし ひさよ、1963年5月15日 - ）は、日本のフリーアナウンサー、英語教諭。青山学院大学地球社会共生学部空間情報クラスター教授、元タレント、元ニッポン放送アナウンサー、現姓：菊池。

## 来歴
東京都港区出身。1981年の年末、18歳の時にアミューズからアイドル グループ「ラジオっ娘」のメンバーとして芸能界デビュー。1983年3月にグループ解散に伴い、芸能界から一旦 退き、1982年4月に入学した國學院大學文学部 文学科で学業に専念。
1987年3月、同大卒業後の同年4月、ニッポン放送にアナウンサーとして入社。入社同期は同じくアナウンサー（当時）の木村篤、中途で入社した高橋と同じアミューズにマネージャーとして所属していた寺内壮（後に日本テレビに移籍）、岩上和代、制作部ディレクター（当時）の那須真理子と伊藤了子。
1987年10月、高橋・那須・伊藤のユニット「チョンマゲ娘」を結成して、同年の同局のステーションソングを発売。同名のユニットで同年ナイターオフ期の番組パーソナリティを務めた。その後は朝の情報番組やバラエティ番組のアシスタントを担当した。
1991年10月、交際していたフジテレビのディレクターであった男性との寿退職を機にニッポン放送を退社。退職後は一旦、専業主婦となったが出産後にリカレント教育として、1995年4月に青山学院大学文学部 英米文学科に入学。英語の教職課程を選択。1997年3月、同大を卒業。卒業後は英語科と国語科の教員免許を取得。予備校、中学・高校の英語教諭を務めた。
その後は通信教育企業のビジネス・ブレークスルーに入社。BOND - BBT MBA プログラムコンテンツ責任者として勤務。同社代表取締役会長、ビジネスコンサルタントの大前研一のネット番組のアシスタントを務めた。1999年9月、テンプル大学日本校大学院 英語教授法教育学修士課程に進学。2004年1月、同大学院を修了。
2015年4月、母校の青山学院大学 地球社会共生学部空間情報クラスターの准教授に就任。2019年4月から教授に昇進。同学部でゼミを受け持っており、2020年に関西テレビのアナウンサーとして入社した舘山聖奈は菊池のゼミの出身である。

## 人物
- ニッポン放送入社直前に月刊ラジオパラダイス（三才ブックス）に「ニッポン放送にアナウンサーとして入社が決まった」という内容のお便りを寄せて掲載されたことがある[8]。

## 出演番組

### 過去

#### ラジオ
- チョンマゲ娘のとんがりスタジオ まかせて!青春（パーソナリティ）※金曜 - 1987年10月12日 - 1988年4月1日
- 高嶋ひでたけのお早よう!中年探偵団（アシスタント） - 1987年10月 - 1988年3月[9][1]
- 腹よじれAGOHAZUSHI連盟（アシスタント） - 1989年10月9日 - 1990年3月30日

#### テレビ
- ラジオびんびん物語（フジテレビ)※第5話 - 1987年8月31日

## その他

### 楽曲
- まかせてチョンマゲ!!/続・まかせてチョンマゲ!![注 3]（ポニーキャニオン）CANYON 7A 0784 1987年10月21日
  - チョンマゲ娘のデビュー曲。作詞：遠藤察男、作曲：見岳章[10]。「まかせてチョンマゲ!!」はオムニバスアルバムCD『ヒットスタジオ16』『ヤングヒットNOW!!16』（いずれもポニーキャニオン）にも収録されている。